# Aldostérone
L'aldostérone est une hormone minéralocorticoïde sécrétée par la zone glomérulée du cortex des glandes surrénales principalement en réponse à une stimulation par l'angiotensine 2 ou à une élévation de la kaliémie. Elle a un rôle crucial dans le maintien de la volémie plasmatique et de la tension artérielle, ainsi que de la kaliémie, via son action de réabsorption du sodium urinaire et de sécrétion de potassium dans l'urine, au niveau des tubes contournés distaux du rein. Elle est un composant majeur du système rénine-angiotensine-aldostérone.

## Voies de synthèses et sécrétion

Les différentes voies de stéroïdogenèse incluant celle des minéralocorticoïdes, DOC et aldostérone.

L'aldostérone est synthétisée au niveau de la zone glomérulée de la corticosurrénale de la glande surrénale à partir du cholestérol. La première réaction catalysée par la cholestérol desmolase (ou Cytochrome P450 SCC (Side-Channel Clivage)) constitue une étape limitante dans la synthèse de l'aldostérone. À partir du cholestérol, cette enzyme fournit la prégnénolone par hydrolyse de la chaîne carbonée latérale. La prégnénolone est métabolisée en progestérone par action de la 3-β-hydroxystéroïde déshydrogénase (apparition d'une fonction cétone en position 3, déplacement de la double liaison en 4-5). À partir de la progestérone, la 21-β-hydroxylase fournit la 11-deoxycorticostérone (DOC) par hydroxylation du groupement méthyle en position 21. L'hydroxylation en 11 par la 11-β-hydroxylase fournit de la corticostérone. Enfin, l'aldostérone synthase synthétise l'aldostérone à partir de la corticostérone.
Sous l'effet de sécrétagogues (angiotensine II, ACTH, potassium) l'aldostérone est sécrétée directement dans la circulation sanguine.

## Physiologie
La synthèse d'aldostérone est principalement activée par l'angiotensine II (système rénine-angiotensine-aldostérone), par le potassium, par l'ACTH, et l'endothéline 1.
L'aldostérone agit grâce à un récepteur spécifique, appelé récepteur minéralocorticoïde (MR), dont la fonction essentielle est la régulation de la balance hydro-sodée (réabsorption active de sodium et passive d'eau) et en conséquence de la pression artérielle qui lui est liée. Ce récepteur est exprimé au niveau du tubule contourné distal du rein et régule directement l'expression des gènes codants les protéines qui contrôlent la réabsorption de sodium (Na+) et l'élimination du potassium (K+). Ces protéines sont principalement le canal épithélial à sodium (ENaC), et la pompe sodium-potassium.
On retrouve également des récepteurs au niveau :
- des cellules épithéliales du colon (absorption de sodium)
- du système nerveux central (hippocampe, régulation de l'appétit sodé)
- des cellules musculaires lisses des vaisseaux (régulation de la pression artérielle)
- des cellules cardiaques

Elle favoriserait par ces dernières la production de collagène ce qui entraînerait une augmentation des résistances vasculaires et une augmentation de la tension artérielle.

## Dosage
Elle peut être dosée dans le sang (aldostéronémie) et dans les urines (aldostéronurie).

## Pathologie
Une sécrétion trop élevée d'aldostérone s'appelle un hyperaldostéronisme, une sécrétion trop basse un hypoaldostéronisme. C'est essentiellement le premier cas le plus fréquent. Il se manifeste par une hypertension artérielle.
Il est dit « secondaire » si l'augmentation de cette hormone est conséquence d'une stimulation de sa production par un mécanisme physiologique. Autrement, il est appelé « primaire », entrant dans le cadre d'un syndrome de Conn ou d'une hyperplasie bilatérale des surrénales.
Par ailleurs la sécrétion physiologique d'aldostérone peut être délétère dans certaines maladies : c'est le cas de l'insuffisance cardiaque où le blocage de sa production ou de son action constitue l'une des clés du traitement.

## Rôle en pharmacologie
L'activité de cette hormone peut être freinée :
- par diminution de sa production par les inhibiteurs de l'enzyme de conversion empêchant la conversion de l'angiotensine I en angiotensine II. Les antagonistes des récepteurs de l'angiotensine II ("sartans") agissent de même. D'autres médicaments inhibent indirectement cette voie. C'est le cas en particulier des bêta-bloquants. Certaines molécules bloquent directement l'aldostérone synthase et sont en cours de test dans l'hypertension artérielle[2].
- par blocage des récepteurs. Il s'agit des anti-aldostérones comme la spironolactone, l'éplérénone ou le finérénone
- par inhibition de sa synthèse (inhibition de l'aldosterone synthase), par exemple par le Lorundrostat[3].

Cette hormone ne peut pas être administrée directement par voie orale pour le traitement substitutif des insuffisances surrénaliennes (maladie d'Addison notamment), en raison d'un catabolisme hépatique très élevé. On utilise alors d'autre minéralocorticoïdes, essentiellement la fludrocortisone.